# 外間寛
外間 寛（ほかま ひろし、1932年〈昭和7年〉10月9日 - 2022年〈令和4年〉4月29日）は、日本の法学者。専門は行政法、特にアメリカ行政手続法。第22代中央大学学長、同総長。中央大学名誉教授。沖縄県那覇市首里出身。橋本公亘の弟子。

## 経歴
1932年、沖縄県首里市（現・那覇市）生まれ。沖縄県立首里高等学校卒業。1954年、中央大学法学部卒業。1960年　東京大学大学院社会科学研究科公法専攻単位取得満期退学、東京大学法学部助手。
1961年、中央大学法学部専任講師。1962年、同学部助教授。1968年、同学部教授。1987年、同学部長（ - 1991年）。1990年、中央大学理事（ - 1993年）。1993年、同学長（ - 1999年）。2003年、同定年退職。同名誉教授。同総長。同理事。2005年、同総長・理事退任。
1984年、日本比較法研究所所長（ - 1987年）。
1998年、エクス＝マルセイユ第Ⅲ大学名誉博士。2000年、ベオグラード大学名誉博士。
2022年4月29日、死去。89歳没。

## 研究
アメリカ行政手続法を専門とし、橋本公亘の衣鉢を継ぐことで、日本の行政手続法研究を発展させた。中央大学における最終講義では、「橋本公亘先生と行政手続法」と題し、橋本公亘への敬愛を語った。

## 著作

### 単著
- 『行政法講座 第5巻 地方自治・公務員』（有斐閣、1965年）

### 共編著
- 田中二郎・雄川一郎編『行政法演習』（有斐閣、1963年）
- 外間寛・市原昌三郎・広岡隆共編『ワークブック行政法』（有斐閣〈有斐閣選書〉、1976年）
- 外間寛・小島武司共編『オムブズマン制度の比較研究』（日本比較法研究所、1979年） doi:
10.11501/11894131
- 外間寛・成田頼明他共著『現代行政法（第5版）』（有斐閣、2002年）

### 翻訳
- E.E.チーサム著、渥美東洋, 小島武司と共訳『必要とされるときの弁護士 : 現代社会における弁護士の使命と役割』（中央大学出版部、1974年）

## 栄典
- 2008年11月 瑞宝重光章受章[3]